# پایگاه هوایی ماژور جاستینو مارینو کوئستو
پایگاه هوایی ماژور جاستینو مارینو کوئستو (به انگلیسی: Major Justino Mariño Cuesto Air Base) (به زبان بومی: Base Aérea Mayor Justino Mariño Cuesto) یک فرودگاه نظامی است که یک باند فرود آسفالت دارد و طول باند آن ۱۸۵۰ متر است. این فرودگاه در کشور کلمبیا قرار دارد و در ارتفاع ۲۵۳۷ متری از سطح دریا واقع شده است.